# Triaenodes nox
Triaenodes nox är en nattsländeart som beskrevs av Ross 1941. Triaenodes nox ingår i släktet Triaenodes och familjen långhornssländor. Inga underarter finns listade i Catalogue of Life.